# Hydraena pulsatrix
Hydraena pulsatrix är en skalbaggsart som beskrevs av Perkins 1980. Hydraena pulsatrix ingår i släktet Hydraena och familjen vattenbrynsbaggar. Inga underarter finns listade i Catalogue of Life.